# Кристина Янда
Кристина Йоля̀нта Я̀нда (на полски: Krystyna Jolanta Janda) е полска театрална и филмова актриса, режисьорка. Носителка на редици професионални отличия, включително наградите за главна женска роля от филмовите фестивали в Монреал (1986) и Кан (1990).

## Биография
Кристина Янда е родена на 19 декември 1952 година в Стараховице. През 1975 година завършва Държавното висше театрално училище във Варшава. На следващата година дебютира на сцена в столичния театър „Атенеум“. Там играе до 1987 година с режисьори като Анджей Лапицки, Януш Вармински и Агнешка Холанд. В периода 1987 – 2005 година работи в „Театър Повшехни“.
Дебютира в киното с главна роля във филма на Анджей Вайда „Човекът от мрамор“. През 1981 година излиза продължението „Човекът от желязо“, в което Янда е основа фигура от екипа. Получава международна известност с играта си във филма „Мефисто“ (1981) на Ищван Сабо. В 1990 година, на филмовия фестивал в Кан, и е връчена наградата за главна женска роля в излезлия през 1982 година филм „Разпит“ на Ришард Бугайски. Във филмовата си кариера снима с режисьори като Радослав Пивоварски, Кшищоф Кешльовски, Кшищоф Зануси.
След демократичните промени в Полша започва да реализира свои режисьорски проекти в театъра и киното. От 2005 година ръководи създадения от нея театър „Полония“.